# Berenguer I de Queralt
Berenguer de Queralt (fl. 1113-1135), també anomenat Berenguer Bernat de Queralt, va ser un noble català, senyor de Queralt, Gurb i Sallent (entre altres llocs), fill de Bernat Guillem de Queralt i Teresa. En una data desconeguda, es casa amb Sança d'Anglesola.
El 13 de gener 1113 consta com a testimoni de la donació que la comtessa de Barcelona, Dolça, fa a Ramon Berenguer III de Provença i Rodez.
La relació entre Ramon Berenguer III i Berenguer de Queralt és pròxima, com s'acredita en múltiples documents. Entre 1112 i la seva mort, vers l'any 1135, Berenguer exerceix de senescal de Barcelona. En aquesta condició, era el castlà del Castell Nou de la ciutat, on també posseïa dos conjunts patrimonials: la vila de Queralt i l'hort de Queralt, situats actualment al carrer portal de l'Àngel i la Rambla respectivament. A més, Berenguer també posseïa la castlania del castell del Port.
El 1121 jura fidelitat a Ramon Berenguer III pel reguitzell de castells amb el qual estava dotada la senescalia, entre ells el de Font-rubí. El primer d'abril de 1129, Ramon Berenguer III empenyora el castell de Font-rubí a Berenguer de Queralt fins que no li doni el castell d'Arraona; en l'altre, Berenguer cedeix a Ramon Berenguer III els castells de Papiol i de la Bleda, a canvi d'obtenir el castell d'Orís, cinquanta lliures d'argent i dues cavalleries de terra en feu.
Berenguer de Queralt consta com a marmessor del testament que dicta Ramon Berenguer III el 1130. El 1134 figura entre els nobles que participen de les assemblees de Pau i Treva de Déu (1134) per garantir els privilegis a l'orde de Temple. De fet, l'abril d'aquest any va ser convocat per Ramon Berenguer III per debatre les condicions de l'establiment dels templers a Catalunya.

## Orígens familiars
Pertanyent al llinatge dels Queralt (anteriorment llinatge Gurb), era fill de Bernat I de Queralt i Teresa.
|  |                           |  |  |  |  |  |  |  |  |  |  |  |  |  |  |  |
|  | 16. Sendred de Gurb       |  |  |  |  |  |  |  |  |  |  |  |  |  |  |  |
|  |                           |  |  |  |  |  |  |  |  |  |  |  |  |  |  |  |
|  |                           |  |  |  |  |  |  |  |  |  |  |  |  |  |  |  |
|  | 8. Bernat de Gurb         |  |  |  |  |  |  |  |  |  |  |  |  |  |  |  |
|  |                           |  |  |  |  |  |  |  |  |  |  |  |  |  |  |  |
|  |                           |  |  |  |  |  |  |  |  |  |  |  |  |  |  |  |
|  | 17. Matresinda            |  |  |  |  |  |  |  |  |  |  |  |  |  |  |  |
|  |                           |  |  |  |  |  |  |  |  |  |  |  |  |  |  |  |
|  |                           |  |  |  |  |  |  |  |  |  |  |  |  |  |  |  |
|  | 4. Guillem de Gurb        |  |  |  |  |  |  |  |  |  |  |  |  |  |  |  |
|  |                           |  |  |  |  |  |  |  |  |  |  |  |  |  |  |  |
|  |                           |  |  |  |  |  |  |  |  |  |  |  |  |  |  |  |
|  | 9. Quíxol                 |  |  |  |  |  |  |  |  |  |  |  |  |  |  |  |
|  |                           |  |  |  |  |  |  |  |  |  |  |  |  |  |  |  |
|  |                           |  |  |  |  |  |  |  |  |  |  |  |  |  |  |  |
|  | 2. Bernat I de Queralt    |  |  |  |  |  |  |  |  |  |  |  |  |  |  |  |
|  |                           |  |  |  |  |  |  |  |  |  |  |  |  |  |  |  |
|  |                           |  |  |  |  |  |  |  |  |  |  |  |  |  |  |  |
|  | 5. Ermessenda             |  |  |  |  |  |  |  |  |  |  |  |  |  |  |  |
|  |                           |  |  |  |  |  |  |  |  |  |  |  |  |  |  |  |
|  |                           |  |  |  |  |  |  |  |  |  |  |  |  |  |  |  |
|  | 1. Berenguer I de Queralt |  |  |  |  |  |  |  |  |  |  |  |  |  |  |  |
|  |                           |  |  |  |  |  |  |  |  |  |  |  |  |  |  |  |
|  |                           |  |  |  |  |  |  |  |  |  |  |  |  |  |  |  |
|  | 3. Teresa                 |  |  |  |  |  |  |  |  |  |  |  |  |  |  |  |
|  |                           |  |  |  |  |  |  |  |  |  |  |  |  |  |  |  |
|  |                           |  |  |  |  |  |  |  |  |  |  |  |  |  |  |  |

## Núpcies i descendents
Es va casar amb Sança (d'Anglesola?), els fills dels quals foren:
- Berenguer II de Queralt.
- Berenguera de Queralt, casada amb Guerau III de Cabrera, vescomte de Cabrera i Àger.